# Эпилированные горячим воском байкеры-зомби
«Эпилированные горячим воском байкеры-зомби» (англ. Hot Wax Zombies on Wheels) — комедийный фильм ужасов 1999 года режиссёра Майкла Роуша.

## Сюжет
В один из небольших прибрежных городов США на «Харлей Дэвидсонах» приезжают байкеры: сексапильная Ивонна Вэйс и её помощник — мускулистый и усатый мужчина. А приехали они для того, чтобы открыть своё дело — небольшой эпиляционный салон, что они успешно и сделали, уведомив об этом местных жителей большой рекламой в целый разворот газеты. Открытие подобного заведения одновременно заинтересовало и возмутило местных жителей и некоторые начали задаваться вопросом об истинных намерениях открытия салона, ведь он выглядит дорогостояще, а его руководители дают гарантию того, что эпилированные волосы не появятся у клиента аж в течение шести месяцев после их удаления. Таким образом девушка Шарон, которая попутно является владелицей местного магазинчика по продаже женского нижнего белья, решила выяснить поподробнее о работе эпиляционного салона. И в итоге всё выяснила: оказывается после того, как была совершена эпиляция на теле клиента, последний превращается в похотливого зомби, основным желанием которого является сексуальное совокупление буквально с кем угодно. Тогда Шарон, её друг Свен и двое моряков организуют борьбу против Ивонны и её эпиляционной секс-оккупации жителей США.
Фильм оканчивается победой жителей городка над группой байкеров и их зомби.

## В ролях
- Джилл Миллер — Шарон
- Гвен Сомерс — Ивон Вэйн
- Тревор Ловелл — Свен
- Джон Брайдделл — Мик
- Кимберли Сент-Джон — Кэрри

## Критика
Фильм отличается примитивизмом буквально всех его составляющих: начиная от специальных эффектов и актёрской игры и заканчивая режиссурой, сюжетом и всем остальным.
Кроме того, тот же рецензент называет фильм идиотизмом и дебилизмом, а всякие попытки рассмешить зрителя выглядят ещё глупее. Также в фильме в большом количестве присутствует «обнажёнка», выражаемая в демонстрации женских силиконовых грудей. Причём эта демонстрация занимает одно из ведущих мест в фильме.